# Modul (algebra)
Modul nad prstenom je poopćenje vektorskog prostora nad poljem s istim aksiomima, osim što je polje skalara zamijenjeno prstenom s jedinicom.
Neka je R prsten s jedinicom {\displaystyle 1_{R}}. Lijevi modul nad R (sinonim: lijevi R-modul) je Abelova grupa {\displaystyle M=(M,+,0)} zajedno s funkcijom {\displaystyle \nu :R\times M\to M} takvom da za sve {\displaystyle r,s\in R,m,m'\in M} vrijedi 
```
(i) 

  

    

      

        
ν

        
(

        
r

        
,

        
ν

        
(

        
s

        
,

        
m

        
)

        
)

        
=

        
ν

        
(

        
r

        
⋅

        
s

        
,

        
m

        
)

      

    

    
{\displaystyle \nu (r,\nu (s,m))=\nu (r\cdot s,m)}

  

 (aksiom lijevog djelovanja)
(ii) 

  

    

      

        
ν

        
(

        
r

        
+

        
s

        
,

        
m

        
)

        
=

        
ν

        
(

        
r

        
,

        
m

        
)

        
+

        
ν

        
(

        
s

        
,

        
m

        
)

      

    

    
{\displaystyle \nu (r+s,m)=\nu (r,m)+\nu (s,m)}

  

 (aditivnost u 
R
) 
(iii) 

  

    

      

        
ν

        
(

        
r

        
,

        
m

        
+

        

          
m

          
′

        

        
)

        
=

        
ν

        
(

        
r

        
,

        
m

        
)

        
+

        
ν

        
(

        
r

        
,

        

          
m

          
′

        

        
)

      

    

    
{\displaystyle \nu (r,m+m')=\nu (r,m)+\nu (r,m')}

  

 (aditivnost u 
M
)
(iv) 

  

    

      

        
ν

        
(

        

          
1

          

            
R

          

        

        
,

        
m

        
)

        
=

        
m

      

    

    
{\displaystyle \nu (1_{R},m)=m}

  

 (unitalnost djelovanja)
```

Funkciju {\displaystyle \nu } zovemo djelovanjem R-modula {\displaystyle (M,\nu )}.
Često djelovanje označavamo sintaktički kao dvovrsnu binarnu operaciju, tj. njenu oznaku pišemo između argumenata. Ako je djelovanje dakle {\displaystyle \triangleright :R\times M\to M}, u toj sintaksi su gornji aksiomi
```
(i) 

  

    

      

        
r

        
▹

        
(

        
s

        
▹

        
m

        
)

        
=

        
(

        
r

        
⋅

        
s

        
)

        
▹

        
m

      

    

    
{\displaystyle r\triangleright (s\triangleright m)=(r\cdot s)\triangleright m}

  

 (aksiom lijevog djelovanja)
(ii) 

  

    

      

        
(

        
r

        
+

        
s

        
)

        
▹

        
m

        
=

        
r

        
▹

        
m

        
+

        
s

        
▹

        
m

      

    

    
{\displaystyle (r+s)\triangleright m=r\triangleright m+s\triangleright m}

  

 (aditivnost u 
R
) 
(iii) 

  

    

      

        
r

        
▹

        
(

        
m

        
+

        

          
m

          
′

        

        
)

        
=

        
r

        
▹

        
m

        
+

        
r

        
▹

        

          
m

          
′

        

      

    

    
{\displaystyle r\triangleright (m+m')=r\triangleright m+r\triangleright m'}

  

 (aditivnost u 
M
)
(iv) 

  

    

      

        

          
1

          

            
R

          

        

        
▹

        
m

        
=

        
m

      

    

    
{\displaystyle 1_{R}\triangleright m=m}

  

 (unitalnost djelovanja)
```